# Pleasantdale No. 398 (Saskatchewan)
Pleasantdale è una municipalità rurale della provincia canadese del Saskatchewan, nella Divisione No.14. È situato a sud del villaggio di Melfort, ed a nord-ovest di Humboldt. Fa parte della SARM Division No. 4.
Secondo il censimento del 2024, il villaggio aveva 618 abitanti.

## Storia
Il 11 dicembre del 1911, Pleasantdale è stato incorporato come comune rurale.